# Шахта «Ольховатська»
ДП "Шахта «Ольховатська». Входить до ВО «Орджонікідзевугілля». Розташована у смт. Ольховатка, Єнакієвської міськради, Донецької області.
Стала до ладу в 1944 р з виробничою потужністю 430 тис.т вугілля на рік. Фактичний видобуток 704/594 т/добу (1990/1999). У 2003 р. видобуто 56 тис.т вугілля.
Максимальна глибина 320/447 м (1990/1999). Має 2 вертикальних стволи. У 1990/1999 р. розроблялися 17 пластів сер. потужністю 0,51/0,97 м, кути падіння 53-58°. У 2002 році розробляли 3 пласти.
Кількість працюючих: 2050/1634 осіб, в тому числі підземних 1427/1083 осіб (1990/1999).
Адреса: 86490, смт. Ольховатка, м. Єнакієве, Донецької обл.
Шахта ліквідована на непідконтрольній Україні території у 2016 р.